# Тапакуло ельфовий
Тапакуло ельфовий (Scytalopus urubambae) — вид горобцеподібних птахів родини галітових (Rhinocryptidae).

## Поширення
Ендемік Перу. Поширений у долині Урубамба на півдні гір Кордильєра-де-Вількабамба. Мешкає у гірських лісах на висоті 3500-4200 над рівнем моря.